# La forza del destino
La forza del destino è un'opera o melodramma in quattro atti di Giuseppe Verdi su libretto di Francesco Maria Piave tratto da Alvaro o la forza del destino di Ángel de Saavedra.

## Prime esecuzioni e versioni
La prima rappresentazione assoluta ebbe luogo al teatro Imperiale di San Pietroburgo, in Russia, il 10 novembre 1862, mentre l'esordio italiano, con il titolo Don Alvaro, fu a Roma al teatro Apollo il 7 febbraio 1863 con le sorelle Carlotta e Barbara Marchisio.
Riguardo alla prima italiana, Verdi scrisse a Vincenzo Luccardi il successivo 17 febbraio: «Se l'opera a Roma è andata abbastanza bene, avrebbe potuto andare mille volte meglio se Jacovacci potesse una volta mettersi in testa che, per avere dei successi, ci vogliono ed opere adatte agli artisti ed artisti adatti alle opere. È certo che nella Forza del destino non è necessario sapere fare dei solfeggi, ma bisogna aver dell'anima e capir la parola ed esprimerla».
La seconda versione — per la quale Verdi aggiunse la celebre sinfonia, compose un nuovo finale e operò numerose altre modifiche tra le quali la rielaborazione del libretto a cura di Antonio Ghislanzoni — esordì con successo al teatro alla Scala di Milano il 27 febbraio 1869. Anche il finale fu cambiato: nella seconda versione Don Alvaro sopravvive alla morte di Leonora laddove nella prima si suicidava.
Il 1º marzo successivo Verdi espresse la sua soddisfazione in una lettera a Opprandino Arrivabene: «Sono ritornato qui ieri sera da Milano a mezzanotte stanco morto di fatica. Ho bisogno di dormire quindici giorni di seguito per rimettermi. A quest'ora tu saprai della Forza del destino: vi fu una buona esecuzione ed un successo. La Stolz e Tiberini superbi. Gli altri bene. Le masse, Cori ed orchestra hanno eseguito con una precisione ed un fuoco indescrivibili. Avevano il diavolo addosso. Bene, assai bene. Ho avuto notizie anche della seconda recita: ancora bene, anzi meglio della prima. I pezzi nuovi sono una sinfonia eseguita meravigliosamente dall'orchestra, un piccolo coro di ronda ed un Terzetto col quale si chiude l'opera. Permetti che ti stringa presto la mano e vada a dormire».

### Cast
| Personaggio              | Vocalità         | Interprete della prima assoluta 10 novembre 1862, San Pietroburgo (direttore Eduardo Baveri) | Interprete della seconda versione 27 febbraio 1869, Milano (direttore Eugenio Terziani) |
| ------------------------ | ---------------- | -------------------------------------------------------------------------------------------- | --------------------------------------------------------------------------------------- |
| Il Marchese di Calatrava | basso            | Signor Meo                                                                                   | Giuseppe Vecchi                                                                         |
| Donna Leonora            | soprano          | Caroline Barbot                                                                              | Teresa Stolz                                                                            |
| Don Carlo di Vargas      | baritono         | Francesco Graziani                                                                           | Luigi Colonnese                                                                         |
| Don Alvaro               | tenore           | Enrico Tamberlick                                                                            | Mario Tiberini                                                                          |
| Preziosilla              | mezzosoprano     | Constance Nantier-Didiée                                                                     | Ida Benza                                                                               |
| Padre Guardiano          | basso            | Gian Francesco Angelini                                                                      | Marcel Junca                                                                            |
| Fra Melitone             | baritono         | Achille De Bassini                                                                           | Giacomo Rota                                                                            |
| Curra                    | mezzosoprano     | Signora Lagramanti                                                                           | Ester Neri                                                                              |
| Un alcalde               | basso            | Ignazio Marini                                                                               | Luigi Alessandrini                                                                      |
| Mastro Trabuco           | tenore brillante | Geremia Bettini                                                                              | Antonio Tasso                                                                           |
| Un chirurgo              | basso            | Alessandro Polonini                                                                          | Vincenzo Paraboschi                                                                     |

## Personaggi
- Marchese di Calatrava: nobile e altero signore spagnolo, che sente molto forte lo spirito di casta, e ancora di più, se possibile, il punto d'onore. Sui sessantacinque anni; capelli, baffi e pizzo grigi.
- Donna Leonora: figlia del marchese, 20 anni, ragazza dolce e appassionata.
- Don Carlo: fratello di Leonora, giovane ardente di 22 anni. Animato dalla sete di vendicare l'onore offeso della sua casa; affronta tenacemente ogni difficoltà e sprezza ogni pericolo pur di giungere al suo scopo.
- Don Alvaro: indio di regale stirpe, di anima ardente, indomita e sempre generosa, ha circa 25 anni.
- Padre guardiano: uomo di evangelica mansuetudine e di fede incrollabile. Ha circa 70 anni, candidi la barba e i capelli.
- Fra Melitone: frate laico, buontempone e iracondo. Ha circa 40 anni.
- Preziosilla: giovane zingarella, sveglia, spiritosa e civetta; ha circa 20 anni.
- Curra: giovane ragazza sui 25 anni; spensierata, desiderosa di viaggiare, e che anche per questo favorisce gli amori di don Alvaro con la sua signora.
- Alcalde: uomo di circa 50 anni, che appartiene alla tribù degli importanti.
- Trabucco: tipo originale, spiritoso, franco e permaloso.Manifesto della Prima de La forza del destino tenutasi al Teatro Imperiale di San Pietroburgo il 10 novembre 1862 (originariamente 29 ottobre 1862)

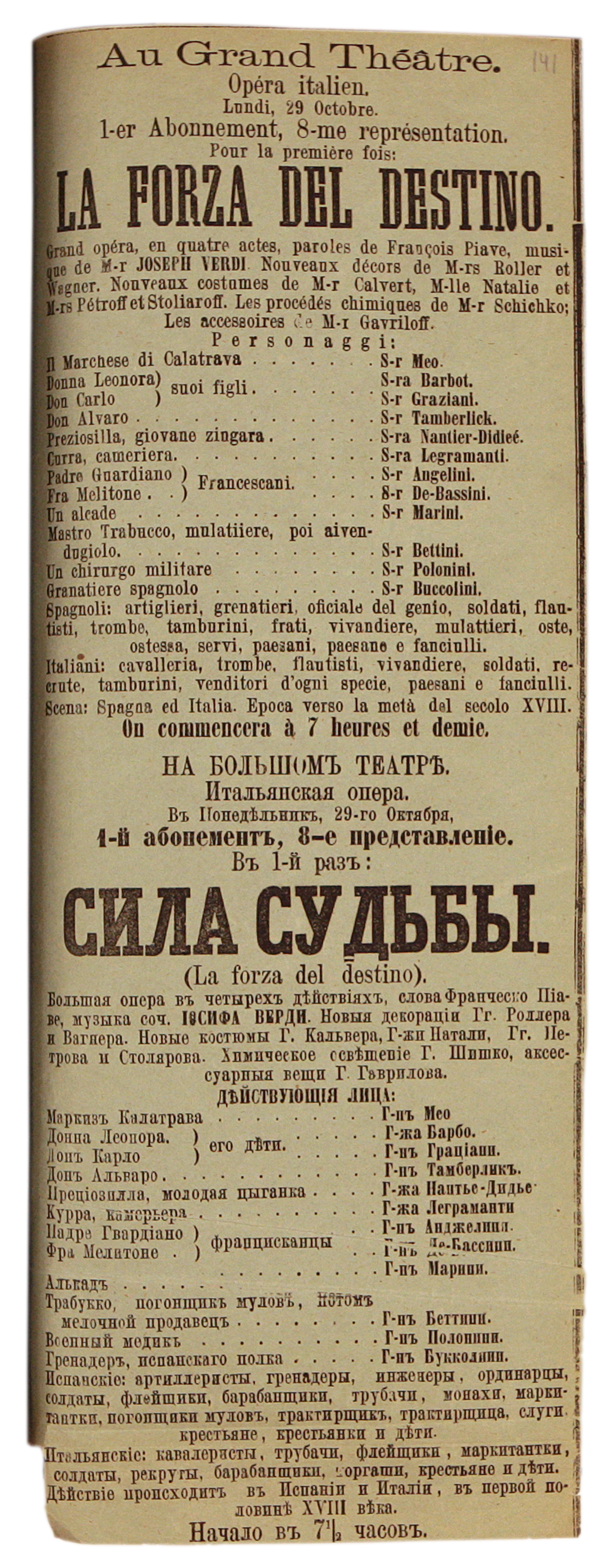
Manifesto della Prima de La forza del destino tenutasi al Teatro Imperiale di San Pietroburgo il 10 novembre 1862 (originariamente 29 ottobre 1862)

## Trama
L'azione si svolge in Spagna e in Italia, nel XVIII secolo. Tra il primo e il secondo atto passano circa 18 mesi; tra il secondo e il terzo alcuni anni; tra il terzo e il quarto oltre un lustro.

### Atto I

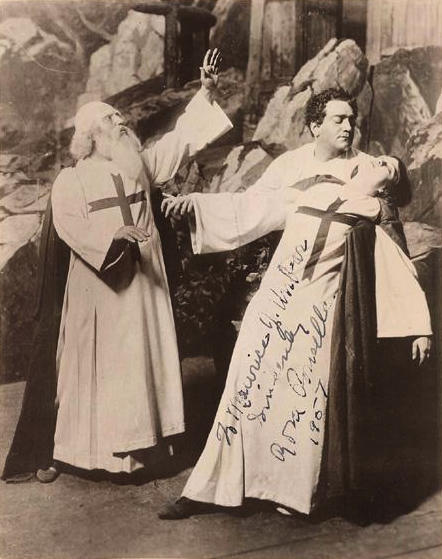
José Mardones, Enrico Caruso e Rosa Ponselle in una rappresentazione

Donna Leonora di Vargas (soprano) figlia del marchese di Calatrava, e don Alvaro (tenore), meticcio, osteggiati dal padre di lei che vuole impedire le loro nozze, si preparano a fuggire nottetempo da Siviglia. Leonora, affezionata nonostante tutto al padre, medita sull'incertezza del proprio destino e dice addio alla terra natia. L'arrivo di Alvaro le fa svanire gli ultimi dubbi, ma i due vengono sorpresi dal marchese (basso), che, tornato all'improvviso, rinnega la figlia e ordina ai servi di arrestare il giovane. Questi, proclamandosi unico colpevole, si dichiara pronto a subire la punizione del marchese e getta a terra la pistola, da cui parte un colpo accidentale che uccide il vecchio. Costretti a scappare, i due sventurati amanti scompaiono nella notte, e finiranno per separarsi.

### Atto II
Il fratello di Leonora, don Carlo (baritono), deciso a vendicare la morte del padre, è alla ricerca dei due amanti. Giunto in un'osteria a Hornachuelos si spaccia per uno studente: tra i pellegrini lì presenti ci sono la zingara Preziosilla (mezzosoprano), alcuni soldati, un mulattiere e la stessa Leonora, la quale, travestita da uomo, si sta dirigendo al Monastero della Vergine degli Angeli, nei pressi del quale intende vivere in eremitaggio. Sentendo il racconto di don Carlo, Leonora scopre che don Alvaro, creduto morto, è ancora in vita, e teme per la propria incolumità: si appresta quindi ad abbracciare la vita monastica con rinnovato vigore, nella speranza di salvare sé stessa e il suo amato.
Giunta al monastero, la giovane si affida alla Vergine pregando perché i propri peccati siano perdonati; quindi chiede un colloquio al padre guardiano (basso), cui rivela la propria identità e il desiderio di espiazione. Il padre, indulgente e comprensivo, l'avverte però che la vita che l'attende è piena di stenti e cerca di convincerla per l'ultima volta a ritirarsi in convento invece che in una misera grotta. Constatando la fiduciosa costanza di Leonora, tuttavia, acconsente al volere di lei e, consegnatole un saio, chiama a raccolta i monaci che, maledicendo chiunque oserà infrangere l'anonimato dell'eremita, si rivolgono in coro alla Madonna.

### Atto III
Nei pressi di Velletri, infuria la lotta tra gli spagnoli e gli imperiali. Don Alvaro è a capo dei granatieri spagnoli e, non potendo sopportare oltre le sue sventure, spera di morire sul campo. Rievocando il proprio passato di orfano, figlio di discendenti della famiglia reale Inca, ripensa alla notte fatale in cui vide per l'ultima volta Leonora, e, convinto che la giovane sia morta, le chiede di pregare per lui.
A un tratto sente il lamento di un soldato in difficoltà, accorre in suo aiuto e gli salva la vita: l'uomo altri non è che don Carlo, che però non riconosce il giovane indio. I due si giurano eterna amicizia. L'indomani, tuttavia, Alvaro stesso cade ferito e viene trasportato da don Carlo. Credendosi prossimo a morire, Alvaro gli affida una valigia con un plico sigillato, contenente un segreto che non dovrà mai essere rivelato: alla sua eventuale morte, il plico dovrà essere distrutto.
Carlo giura di farlo, ma una volta rimasto solo, insospettito dall'orrore provato dall'amico al nome dei Calatrava, apre la valigia e vi trova un ritratto di Leonora: vedendo confermati i propri sospetti, attende che Alvaro si riprenda e lo sfida a duello. I due hanno appena incrociato le spade quando sopraggiunge la ronda: Alvaro scappa e trova rifugio in un monastero. Nell'accampamento, intanto, ricomincia la vita di sempre: la zingara Preziosilla predice il futuro e incita i soldati alla battaglia.

### Atto IV

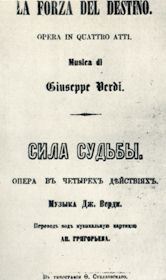
La versione bilingue del primo libretto de La forza del destino pubblicato in occasione della prima di San Pietroburgo, 1862

Nei pressi del Monastero degli Angeli, fra' Melitone (baritono) distribuisce la minestra ai poveri; costoro, lamentandosi per il suo comportamento sgarbato, rimpiangono l'assenza del padre Raffaele: questi è in realtà don Alvaro, che ha a sua volta abbracciato la vita monastica. Don Carlo, nel frattempo, ha scoperto il nascondiglio di don Alvaro, e dopo averlo raggiunto lo sfida nuovamente a duello: in un primo momento don Alvaro rifiuta il confronto ma, sentendosi chiamare codardo e mulatto, si prepara a incrociare nuovamente il ferro con lui.
Presso la grotta dove si è ritirata, Leonora, riconoscendosi ancora innamorata di don Alvaro, piange il proprio destino. Sentendo dei rumori nelle vicinanze si rifugia nel proprio abituro, ma è richiamata proprio da don Alvaro che, avendo ferito don Carlo a morte, cerca un confessore per dare all'agonizzante gli ultimi conforti. Terrorizzata, Leonora chiama aiuto ma, inaspettatamente riconosciuta dal giovane, si accinge a ricongiungersi con lui. Messa a parte del ferimento di don Carlo, tuttavia, si precipita da lui che, ancora ossessionato dal desiderio di vendetta, la pugnala. Raggiunta dal padre guardiano, Leonora spira tra le braccia di don Alvaro, augurandosi di ritrovarlo in cielo. Egli, rimasto definitivamente solo sulla terra, dapprima maledice ancora una volta il proprio destino, ma poi trova conforto nell'amore di Dio.

## Organico orchestrale
La partitura di Verdi prevede l'utilizzo di:
- 3 flauti (II. anche ottavino), 2 oboe, 2 clarinetti, clarinetto basso, 2 fagotti
- 4 corni, 2 trombe, 3 tromboni, cimbasso
- timpani, tamburo, piatti, grancassa
- 2 arpe
- archi

Da suonare sul palco:
- organo, 6 trombe, 4 tamburi

## Numeri musicali
I numeri musicali si riferiscono alla versione del 1869.
- Sinfonia

### Atto I
- 1 Scena e Romanza di Leonora
  - Scena Buona notte, mia figlia... (Marchese, Leonora) Scena I
  - Recitativo Temea restasse qui fino a domani! (Curra, Leonora) Scena II
  - Romanza Me pellegrina ed orfana (Leonora) Scena II
- 2 Scena, Duetto di Leonora e Don Alvaro, Terzetto finale
  - Scena M'aiuti, signorina... (Curra, Leonora) Scena II
  - Duetto Ah! per sempre, o mio bell'angiol (Don Alvaro, Leonora) Scena III
  - Tempo di mezzo È tarda l'ora... (Leonora, Don Alvaro) Scena III
  - Cabaletta Seguirti fino agli ultimi (Leonora, Don Alvaro) Scena III
  - Recitativo È tardi. - Allor di calma è d'uopo (Leonora, Curra, Don Alvaro) Scena III
  - Finale I Vil seduttor!... infame figlia!... (Marchese, Leonora, Don Alvaro) Scena IV

### Atto II
- 3 Scena dell'osteria
  - Coro e Ballabile Holà, holà, holà! Ben giungi, o mulattier (Coro) Scena I
  - Scena La cena è pronta... (Alcalde, Don Carlo, Leonora, Trabuco, Coro) Scena I
  - Recitativo Viva la guerra! (Preziosilla, Don Carlo, Coro) Scena II
  - Canzone Al suon del tamburro (Preziosilla, Don Carlo, Coro) Scena II
  - Preghiera Padre Eterno Signor... (Coro di Pellegrini, Alcalde, Leonora, Don Carlo) Scena III
  - Scena Viva la buona compagnia! (Don Carlo, Trabuco, Alcalde, Coro) Scena III-IV
  - Recitativo Poich'è imberbe l'incognito (Don Carlo, Alcalde, Coro) Scena IV
  - Ballata Son Pereda, son ricco d'onore (Don Carlo, Coro) Scena IV
  - Scena Sta bene. - Ucciso fu quel Marchese? (Alcalde, Preziosilla, Don Carlo, Coro) Scena IV
  - Coro Holà, holà, holà! È l'ora di posar (Coro, Don Carlo, Alcalde, Preziosilla) Scena IV
- 4 Scena e Aria di Leonora
  - Scena Sono giunta!... grazie, o Dio!  (Leonora) Scena V
  - Aria Madre, pietosa Vergine (Leonora, Coro di Frati) Scena V
- 5 Scena e Duetto di Leonora e Padre Guardiano
  - Scena Chi siete? - Chiedo il Superiore. (Leonora, Melitone) Scena VI-VII
  - Scena Chi mi cerca? - Son io (Padre Guardiano, Leonora) Scena VIII-IX
  - Duetto Più tranquilla l'alma sento (Leonora, Padre Guardiano) Scena IX
- 6 Finale II
  - Finale II Il santo nome di Dio Signore - La Vergine degli Angeli (Padre Guardiano, Leonora, Coro) Scena X

### Atto III
- 7 Scena e Romanza di Don Alvaro
  - Scena Attenti al gioco... (Coro) Scena I
  - Recitativo La vita è inferno all'infelice... (Don Alvaro) Scena I
  - Romanza O tu che in seno agli angeli (Don Alvaro) Scena I
- 8 Scena, Battaglia, Duettino di Don Alvaro e Don Carlo
  - Scena Al tradimento... (Don Carlo, Don Alvaro, Coro) Scena I-II
  - Duettino Amici in vita e in morte (Don Carlo, Don Alvaro) Scena II
  - Scena All'armi!... all'armi! (Coro, Don Carlo, Don Alvaro) Scena II
  - Battaglia Arde la mischia!... (Soldati, Chirurgo, Coro) Scena III
  - Scena Piano... qui posi... approntisi il mio letto (Don Carlo, Chirurgo, Don Alvaro) Scena IV
  - Scena Solenne in quest'ora giurarmi dovete (Don Alvaro, Don Carlo) Scena IV
  - Duettino Or muoio tranquillo... (Don Alvaro, Don Carlo) Scena IV
- 9 Scena e Aria di Don Carlo
  - Scena Morir!... tremenda cosa!... (Don Carlo) Scena V
  - Aria Urna fatale del mio destino (Don Carlo) Scena V
  - Tempo di mezzo E s'altra prova rinvenir potessi?... (Don Carlo, Chirurgo) Scena V
  - Cabaletta Egli è salvo!... oh gioia immensa (Don Carlo) Scena V
- 10 Ronda
  - Coro Compagni, sostiamo, il campo esploriamo (Coro) Scena VI
- 11 Scena e Duetto di Don Alvaro e Don Carlo
  - Scena Né gustare m'è dato (Don Alvaro, Don Carlo) Scena VII-VIII
  - Duetto Sleale! il segreto fu dunque violato? (Don Alvaro, Don Carlo, Coro) Scena VIII-IX
- 12 Scena dell'accampamento
  - Coro Lorché pifferi e tamburi (Coro) Scena X
  - Strofe Venite all'indovina (Preziosilla, Coro) Scena X
  - Scena Qua, vivandiere, un sorso (Coro, Preziosilla) Scena X
  - Arietta. Sortita del rivendugliolo A buon mercato chi vuol comprare? (Trabuco, Coro) Scena XI
  - Coro Pane, pan per carità! (Contadini, Reclute, Vivandiere, Preziosilla) Scena XII-XIII
  - Coro Nella guerra è la follia (Coro) Scena XIII
  - Predica Toh, toh!... Poffare il mondo!... (Melitone, Coro) Scena XIV
  - Recitativo Lasciatelo, ch'ei vada... (Preziosilla) Scena XIV
  - Rataplan Rataplan, rataplan (Preziosilla, Coro) Scena XIV

### Atto IV
- 13 Coro e Aria di Melitone
  - Coro Fate la carità (Mendicanti) Scena I
  - Aria buffa Che? siete all'osteria?... (Melitone, Padre Guardiano, Coro) Scena II
- 14 Scena e Duetto di Padre Guardiano e Melitone
  - Scena Auf!... Pazienza non v'ha che basti! (Melitone, Padre Guardiano) Scena III
  - Duetto Del mondo i disinganni (Padre Guardiano, Melitone) Scena III
  - Scena Giunge qualcuno... aprite... (Padre Guardiano, Don Carlo, Melitone) Scena III-IV
- 15 Scena e Duetto di Don Alvaro e Don Carlo
  - Scena Invano Alvaro ti celasti al mondo (Don Carlo, Don Alvaro) Scena V
  - Duetto Col sangue sol cancellasi (Don Carlo, Don Alvaro) Scena V
  - Tempo di mezzo Ah, la macchia del tuo stemma (Don Carlo, Don Alvaro) Scena V
  - Cabaletta Ah, segnasti la tua sorte! (Don Alvaro, Don Carlo) Scena V
- 16 Melodia di Leonora
  - Melodia Pace, pace, mio Dio! (Leonora) Scena VI
- 17 Scena e Terzetto finale
  - Scena Io muoio!... Confession!... l'alma salvate (Don Carlo, Don Alvaro, Leonora) Scena VII-VIII-IX
  - Terzetto Non imprecare, umiliati (Padre Guardiano, Leonora, Don Alvaro) Scena IX

## Cultura di massa
A dispetto del successo dell'opera, grazie al quale essa è diventata una costante del repertorio verdiano, alla Forza del destino è storicamente associata una superstizione che la considera foriera di sventura in ragione di alcune coincidenze avverse che hanno caratterizzato le esecuzioni o i fatti della vita delle persone coinvolte a qualsiasi titolo nella creazione o dell'allestimento dell'opera, al punto che alcuni teatranti si rifiutano addirittura di pronunciare il titolo dell'opera dentro i teatri, preferendo la perifrasi Potenza del Fato. Per questo è conosciuta anche come l'opera di Verdi innominabile.
- Durante la prima scena dell'Atto III, durante il recitativo di Alvaro prima dell'aria O tu che in seno agli angeli, il testo originale della prima edizione dell'opera metteva in bocca ad Alvaro la frase "Fallì l'impresa": il fallimento di un'impresa teatrale era una sventura frequente nel mondo teatrale ottocentesco e nessun cantante o impresario voleva nemmeno sentir pronunciare una frase del genere[1]. La frase, infatti, dalla seconda edizione dell'opera fu sostituita con "Fu vana impresa";
- Il librettista Francesco Maria Piave finì la sua vita con una serie di sventure: nel 1866 si ammalò gravemente, il fratello fu imprigionato a Venezia per alto tradimento e la madre impazzì. Nel 1867, caduto in miseria, sarà costretto a chiedere in prestito 500 franchi a Verdi e il 5 dicembre di quell'anno rimarrà paralizzato, condizione che lo affliggerà fino alla morte nel 1876[1].
- Si racconta che il 1º settembre 1939, cioè il giorno d'inizio della seconda guerra mondiale con l'invasione della Polonia da parte della Germania nazista, in cartellone al teatro Wielki di Varsavia ci fosse proprio La forza del destino[2].
- Il 4 marzo 1960, al Metropolitan di New York, durante la messa in scena dell'opera, il baritono Leonard Warren ebbe un malore appena dopo l'aria Urna fatale del mio destino; trasportato d'urgenza in ospedale, perì poco dopo per un'emorragia cerebrale.
- Innumerevoli anche gli incidenti di palcoscenico: la barba del Padre Guardiano che si stacca, Preziosilla che inciampa nei tamburi, don Alvaro che entra in scena scordandosi le parole o ancora peggio la pistola, il direttore d'orchestra che cade precipitando sui violinisti, furiose liti fra impresari e consigli d'amministrazione, e poi ancora forfait, cadute degli attori e terribili stecche[2].
- Durante la prima scossa del violento terremoto di Sendai che ha colpito il Giappone l'11 marzo 2011 l'orchestra del Maggio Musicale Fiorentino stava conducendo una prova d'insieme dell'opera al Teatro Bunka Kaikan di Tokyo[3].

## Incisioni discografiche (selezione)
| Anno | Cast (Don Alvaro, Leonora, Don Carlo, Preziosilla, Fra Melitone, Padre Guardiano)                       | Direttore                   | Etichetta           |
| ---- | --- | --------------------------- | ------------------- |
| 1941 | Galliano Masini, Maria Caniglia, Carlo Tagliabue, Ebe Stignani, Saturno Meletti, Tancredi Pasero        | Gino Marinuzzi              | Cetra               |
| 1954 | Richard Tucker, Maria Callas, Carlo Tagliabue, Elena Nicolai, Renato Capecchi, Nicola Rossi-Lemeni      | Tullio Serafin              | EMI                 |
| 1955 | Mario Del Monaco, Renata Tebaldi, Ettore Bastianini, Giulietta Simionato, Fernando Corena, Cesare Siepi | Francesco Molinari Pradelli | Decca               |
| 1958 | Giuseppe Di Stefano, Zinka Milanov, Leonard Warren, Rosalind Elias, Dino Mantovani, Giorgio Tozzi       | Fernando Previtali          | RCA                 |
| 1964 | Richard Tucker, Leontyne Price, Robert Merrill, Shirley Verrett, Ezio Flagello, Giorgio Tozzi           | Thomas Schippers            | RCA                 |
| 1969 | Carlo Bergonzi, Martina Arroyo, Piero Cappuccilli, Bianca Maria Casoni, Geraint Evans, Ruggero Raimondi | Lamberto Gardelli           | EMI                 |
| 1976 | Plácido Domingo, Leontyne Price, Sherrill Milnes, Fiorenza Cossotto, Gabriel Bacquier, Bonaldo Giaiotti | James Levine                | RCA                 |
| 1985 | José Carreras, Rosalind Plowright, Renato Bruson, Agnes Baltsa, Juan Pons, Paata Burchuladze            | Giuseppe Sinopoli           | Deutsche Grammophon |
| 1987 | Plácido Domingo, Mirella Freni, Giorgio Zancanaro, Dolora Zajick, Sesto Bruscantini, Paul Plishka       | Riccardo Muti               | EMI                 |
| 1995 | Nikolai Putilin, Gegam Grigorian, Olga Borodina, Askar Abdrazakov, Galina Gorchakova, Mikhail Kit       | Valery Gergiev              | Decca               |

## DVD (parziale)
| Anno | Cast (Alvaro, Leonora, Carlo, Preziosilla, Melitone, Padre Guardiano)                                        | Direttore                   | Etichetta              |
| ---- | --- | --------------------------- | ---------------------- |
| 1958 | Franco Corelli, Renata Tebaldi, Ettore Bastianini, Oralia Domínguez, Renato Capecchi, Boris Christoff        | Francesco Molinari Pradelli | Hardy Classics         |
| 1978 | José Carreras, Montserrat Caballé, Piero Cappuccilli, Maria Luisa Nave, Sesto Bruscantini, Nicolaj Ghiaurov  | Giuseppe Patanè             | Hardy Classics         |
| 1984 | Giuseppe Giacomini, Leontyne Price, Leo Nucci, Isola Jones, Enrico Fissore, Bonaldo Giaiotti                 | James Levine                | Deutsche Grammophon    |
| 1987 | Ernesto Veronelli, Stefka Evstatieva, Allan Monk, Judith Forst, Peter Strummer, John Cheek                   | Maurizio Arena              | Canadian Opera Company |
| 2013 | Aquiles Machado, Dīmītra Theodossiou, Vladimir Stoyanov, Mariana Pentcheva, Carlo Lepore, Roberto Scandiuzzi | Gianluigi Gelmetti          | Unitel Classica        |